# Westcliff-on-Sea
Westcliff-on-Sea (Westcliff) är en ort i kommunen City of Southend-on-Sea i Storbritannien.   Den ligger i grevskapet Essex och riksdelen England, i den sydöstra delen av landet, 60 km öster om huvudstaden London. Westcliff-on-Sea ligger 38 meter över havet och antalet invånare är 1 001.
Terrängen runt Westcliff-on-Sea är platt. Havet är nära Westcliff-on-Sea söderut. Runt Westcliff-on-Sea är det tätbefolkat, med 297 invånare per kvadratkilometer. Närmaste större samhälle är Southend-on-Sea, 1,7 km öster om Westcliff-on-Sea. 